# Bostadion
Het Bostadion is een multifunctioneel stadion in Bo, een stad in Sierra Leone. 

## Bouw
Het stadion werd gebouwd met behulp van de Chinese overheid en kostte $10 miljoen en werd voltooid door Xinjiang Beixin Construction en Engineering Group Company Limited. 

## Opening
Het stadion werd geopend op 25 april 2014. De opening werd gedaan door President Ernest Bai Koroma. Bij de opening was er nog plaats voor 4.000 toeschouwers, dit is later uitgebreid naar 25.000 toeschouwers. 

## Gebruik
Het stadion wordt vooral gebruikt voor atletiek- en voetbalwedstrijden, de voetbalclubs Nepean Stars en Bo Rangers maken gebruik van dit stadion. 